# Mokume-gane

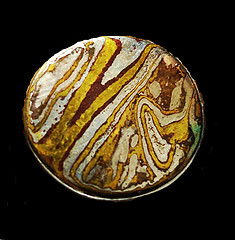
Mokume-patroon

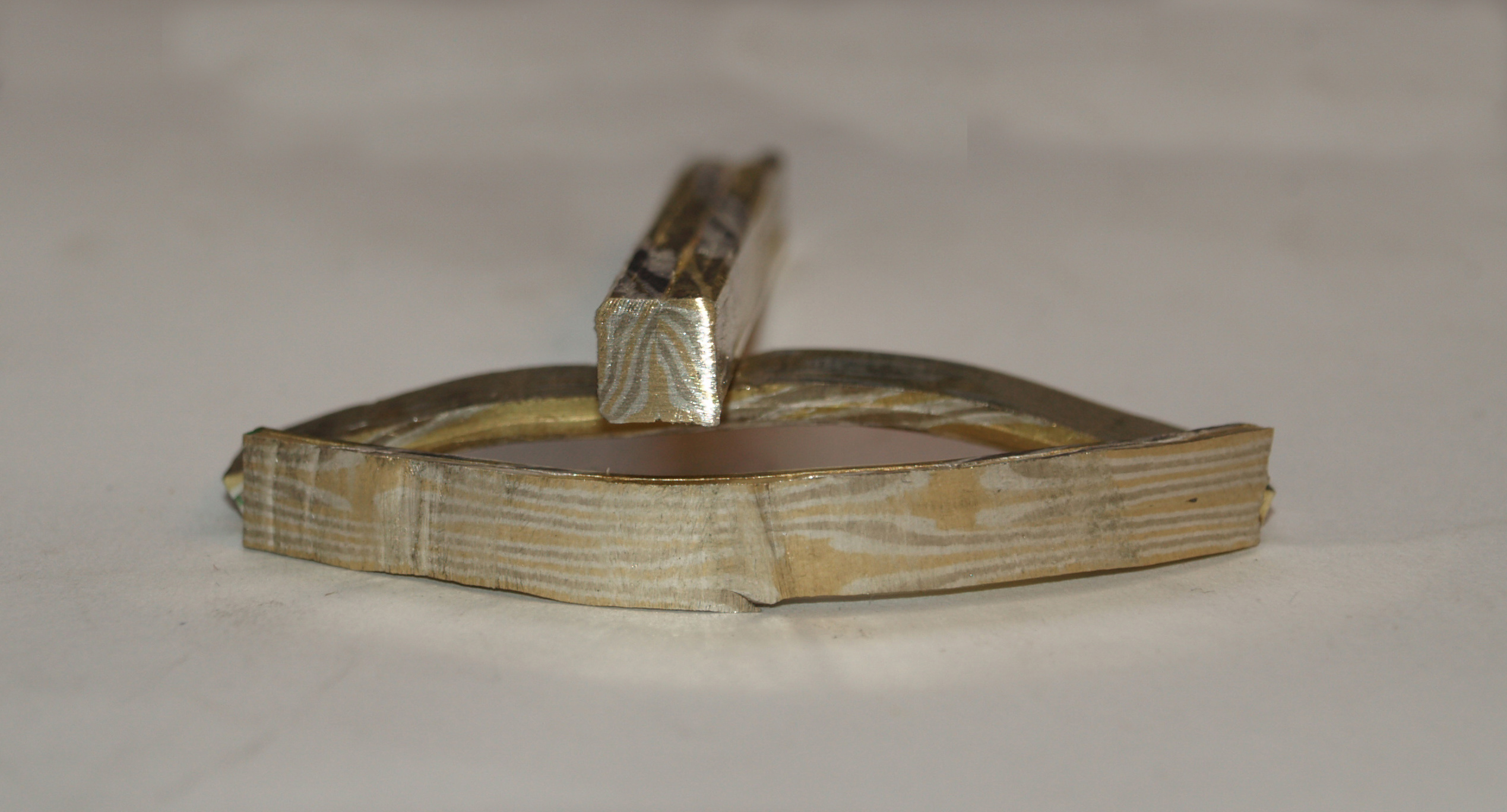
Mokume-patronen

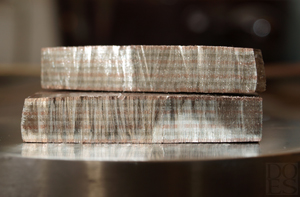
Blok-Mokume-gane

Mokume-gane is een oude Japanse smeedtechniek die haar naam dankt aan haar uiterlijk: mokume betekent houtnerf en gane metaal. Het is een versieringstechniek die niet vaak in de edelsmeedkunst wordt toegepast omdat zij erg arbeidsintensief is.
Itame-gane is houtnerf met ogen, terwijl masame-gane evenwijdige lijnen betekent.

## Geschiedenis
In het oude Japan was het sieraad, zoals wij dat kennen, onbekend. De edelsmeedkunst legde zich hier toe op het vervaardigen van rijk versierde zwaardmontages. Het bekendst hiervan zijn de tsuba's, stootplaten, door de kinko's (edelsmeden) in non-ferrometalen uitgevoerd. Hierin bereikten zij een hoge graad van perfectie .
Een Japanse edelman bespaarde niet op zijn wapens. Zwaard en montage moesten van een uitmuntende kwaliteit zijn. Deze zwaarden werden gemaakt van damaststaal, de oorsprong van het mokume. Behalve mokume-gane waren ook intarsia en damasceren gebruikte technieken bij deze zwaardmontages.
Mokume-gane vond waarschijnlijk zijn oorsprong in de vroege Edoperiode (1603-1867). In het plaatsje Akita in het noorden van Japan was het de edelsmid Shoawi Denbei die voor het eerst lagen "shakudo" (koper/goud-legering) en "suaka" (koper) op elkaar welde om er zwaardmontages van te vervaardigen. Ook de familie Takahashi hield zich bezig met het vervaardigen van mokume-gane voor toepassing in zwaardmontages.

## Smeedtechniek
De gebruikte hechtingsmethode bij damaststaal berust op het welproces en is gebaseerd op het principe van diffusie en werd voorheen al toegepast bij de vervaardiging van het lemmet van het zwaard. Deze methode is gebaseerd op het aan elkaar smeden van verscheidene lagen metaal (lamellae) van onderling verschillende samenstelling tot een blok ontstaat, een lamineerproces voor metalen.
Na het uitsmeden van dit blok wordt het gevouwen en opnieuw aan elkaar geweld. Dit proces wordt steeds herhaald en het aantal lagen kan oplopen tot 32.000. Hierdoor ontstaat er een heel fijne structuur in de hada van het zwaard. Dit lijnenspel of "houtnerf" is ook waar te nemen in de Javaanse kris. Deze lagenstructuur in het metaal was eigenlijk bedoeld om de scherpte, weerstand en flexibiliteit van zwaarden te verbeteren.
Bij het maken van mokume worden verschillende lagen non-ferrometaal, zoals goud, platina, koper, zilver, messing, tombak, shakudo of shibuichi (legering van 25% zilver en 75% koper) gebruikt. Door middel van temperatuur (oven of vlam) en druk (door middel van een klem) worden deze lagen metaal aan elkaar gesmolten (welproces) tot een groot blok mokume. Door een verspanende bewerking zoals boren, frezen, vijlen, etsen, afwisselend met het dunner smeden van het blok mokume ontstaan er aan de oppervlakte van dit metaal patronen die de indruk geven van een in de natuur ontstaan metaal. De lijnen en patronen in het oppervlak van het metaal hebben een sterk organisch karakter.
Met een groot blok mokume is het een zeer intensief proces om het kleiner te smeden. Kleine (en dunnere) blokken kunnen ook met de wals worden gemaakt. Door het metaal te patineren of te behandelen met een speciaal soort beits of door het wegetsen van een van de gebruikte metalen ontstaat er meer contrast tussen de verschillende lagen metaal. Het meest gebruikte proces om mokume-gane te behandelen nadat het is verwerkt tot een sieraad, is het aanbrengen van een patina. Dit is een oxide dat het metaal van nature ontwikkelt, maar door de mens kunstmatig versneld kan worden door middel van een chemisch proces.

## Toepassing tegenwoordig
Heden ten dage zijn er maar een paar edelsmeden die zich met deze techniek bezighouden. Vooral Japanners zijn hierin gespecialiseerd, zoals bijvoorbeeld de edelsmid Tetsuji Shindo. Meestal vervaardigt Shindo een blok mokume-gane bestaande uit 20 lagen van 2 mm dik koper en shakudo (4% goud en 96% koper). Het blok wordt heet gesmeed tot een dikte van ongeveer 8 mm, waarna de patronen gebeiteld worden. Vaak vervaardigt Shindo grotere voorwerpen zoals vazen.
Een andere bekende edelsmid is Masahisa Yagihara die op een andere wijze zijn mokume-gane vervaardigt. De legering wordt apart gesmolten en op elkaar uitgegoten in een koperen doos.
Norio Tamagawa is de laatste in deze Japanse rij en vervaardigt zijn werk op min of meer dezelfde wijze als Shindo, met minder, maar wel dikkere lagen. Hij gebruikt 10 tot 15 lagen van 3 mm dik.
Rond 1970 was er een grote expositie in het warenhuis Mitsukoshi in Tokyo, het betrof hier werk van Gyokomei Shindo. De catalogus van deze tentoonstelling is het uitgangspunt geweest voor een aantal westerse edelsmeden om deze hier vrij onbekende techniek opnieuw tot leven te brengen.
Gene Pijanowski en Hiroko Sato Pijanowski in Amerika, Alistair McCallum uit Engeland en van iets latere datum Louis Hankart uit Nederland zijn, zonder dat ze dit van elkaar wisten, bezig geweest met experimenten betreffende het welproces en mokume-gane.
Tegenwoordig zijn er verschillende goud- en zilversmeden die zich hebben gespecialiseerd in deze techniek, waaronder: George Sawyer, Ian Ferguson, James Binnion, John Marshall, Stephen Walker en Steve Midgett uit Amerika, Hansruedi Spillmann uit Zwitserland, Louis Hankart, Birgit Doesburg, Eduard Cohen, Noud van Kaam, Tijmen Sarneel en Tobias Pronk uit Nederland, Tom Frielink uit België, Markus Eckardt, Norbert Rentschler uit Duitsland en Jason Ree uit Australië.